# Giovanni Girolamo Kapsperger
Giovanni Girolamo Kapsperger, także Johann Hieronymus, błędnie Kapsberger, pseudonim Il Tedesco della Tiorba (ur. ok. 1580 w Wenecji, zm. 17 stycznia 1651 w Rzymie) – włoski kompozytor pochodzenia austriackiego, wirtuoz gry na instrumentach szarpanych.

## Życiorys
Jego ojciec był niemieckim żołnierzem stacjonującym w Wenecji. Tam też Giovanni Girolamo otrzymał prawdopodobnie edukację. Około 1605 roku pojawił w Rzymie, będąc już wówczas wirtuozem gry na lutni i chitarrone, mając też na koncie wydany w Wenecji zbiór kompozycji. Wymieniany w dziełach współczesnych i wysoko ceniony jako wykonawca. Athanasius Kircher stawiał go na równi z Monteverdim. Przyjaźnił się z wieloma znanymi artystami swojego czasu, m.in. poetą Giulio Rospigliosim (późniejszym papieżem Klemensem IX). W swoim domu w Rzymie zorganizował rodzaj akademii, gdzie odbywały się koncerty i dyskutowano nad zagadnieniami sztuki i nauki. Związany z rodem Barberinich, otoczony był patronatem przez papieża Urbana VIII.

## Twórczość
Duże znaczenie historyczne mają jego utwory solowe na instrumenty szarpane. Był jednym z pierwszych muzyków tworzących kompozycje na chitarrone i wprowadził wiele nowych rozwiązań technicznych, m.in. ustawienie prawej ręki polegające na oparciu czwartego palca o pudło rezonansowe, powiększył też liczbę chórów, umożliwiając wygranie na strunach burdonowych pełnej skali chromatycznej. Wiele jego kompozycji, jak też podręcznik gry na instrumentach szarpanych pt. Il Kapsperger della Musica. Dialogo, nie zachowały się.

## Ważniejsze kompozycje
(na podstawie materiałów źródłowych)

### Utwory instrumentalne
- Libro I d’intavolatura di chitarrone (Wenecja 1604)
- Libro I d’intavolatura di lauto (Rzym 1611)
- Libro II d’intavolatura di chitarrone (Rzym 1616, zaginione)
- Libro III d’intavolatura di chitarrone (Rzym 1626)
- Libro IV d’intavolatura di chitarrone (Rzym 1640)
- Libro I di sinfonie na 4 instrumenty i basso continuo (Rzym 1615)
- Libro primo de balli, gagliarde et correnti na 4 instrumenty i basso continuo (Rzym 1615)
- Capricci a due stromenti na teorbę i tiorbino (Rzym 1617, zaginione)
- Libro II d’intavolatura di lauto (Rzym 1623, zaginione)

### Utwory wokalne

#### Religijne
- Libro I di mottetti passeggiati na głos i basso continuo (Rzym 1612)
- Cantiones sacrae na 3–6 głosów i basso continuo (Rzym 1628)
- Modulatus sacri diminutis voculis concinnati na głos i basso continuo (Rzym 1630)
- I pastori di Bettelemme na 6 głosów i basso continuo (Rzym 1630)
- Missae Urbanae na 4, 5, 8 głosów i basso continuo (Rzym 1631)
- Litaniae Deiparae Virginis na 4, 6, 8 głosów i basso continuo (Rzym 1632)

#### Świeckie
- Libro I de madrigali na 5 głosów i basso continuo (Rzym 1605)
- Libro I di villanelle na 1–3 głosy i basso continuo (Rzym 1611)
- Libro I di arie passeggiate na głos i basso continuo (Rzym 1612)
- kantata Maggio (Florencja 1612, zaginiona)
- Libro II di villanelle na 1–3 głosy i basso continuo (Rzym 1619)
- Libro III di villanelle na 1–3 głosy i basso continuo (Rzym 1619)
- Libro IV di villanelle na 1–3 głosy i basso continuo (Rzym 1623)
- Libro II di arie passeggiate na 1–2 głosy i basso continuo (Rzym 1623)
- Poematia et carmina liber I na głos i basso continuo (Rzym 1623)
- kantata weselna Coro musicale na 1–5 głosów, instrumenty i basso continuo (Rzym 1627)
- Epitalamio (...) recitativo a piu voci (Rzym 1628, zaginione)
- Libro V di villanelle (Rzym 1630, zaginione)
- Libro III di arie passeggiate (Rzym 1630, zaginione)
- Libro VI di villanelle (Rzym 1632, zaginione)
- Poematia et carmina liber II (Rzym 1633, zaginione)

### Utwory sceniczne
- Apotheosis sive Consecratio SS Ignatii et Francisci Xaverii, wystawione z okazji kanonizacji Ignacego Loyoli (Rzym 1622)